# Михеев, Александр Александрович
Александр Александрович Михеев (род. 18 ноября 1961, Москва) — российский государственный деятель, генеральный директор компании «Рособоронэкспорт» корпорации «Ростех»; кандидат экономических наук.

## Биография
В 1985 году окончил Московский институт инженеров гражданской авиации, в 2005 году — адъюнктуру Военной академии Генерального штаба Вооруженных сил РФ, в 2006 году — Финансовую академию при Правительстве РФ. Защитил кандидатскую диссертацию.
С 2001 года работал на разных должностях в компании «Рособоронэкспорт». С сентября 2013 возглавлял дочернюю компанию «Ростеха» «Вертолёты России». С апреля 2016 года является Заместителем Председателя Союза машиностроителей России. В январе 2017 года назначен генеральным директором АО «Рособоронэкспорт».
Член совета директоров АО «КТРВ».

### Инцидент с яхтой
Частная яхта Михеева «Леди Анастасия» ценой около $8 млн находилась на стоянке на о. Майорка (Испания). Команду составляли граждане Украины. 26 февраля 2022 один из украинцев, старший механик Тарас Остапчук открыл кингстоны для доступа забортной воды, что привело к «частичному затоплению» яхты. Свой поступок моряк объяснил протестом против обстрела жилого дома в Киеве, который был похож на его собственный, вооружёнными силами Российской Федерации ракетой произведённой компанией владельца яхты. Он попросил троих членов экипажа покинуть корабль и указал, что возьмёт всю ответственность на себя. За это его взяли под арест на сутки, а в суде сразу же отпустили узнав его мотивацию.

## Международные санкции
В марте 2022 году после вторжения России на Украину попал под санкции ЕС, Великобритании, Канады, США, Швейцарии, Австралии, Украины, Новой Зеландии и Японии.